# Grænsesten
En grænsesten eller ey grænsemærke er et symbol, nemlig en specielt udformet skelpæl, som viser områdets grænse mod et andet område.
Grænsen mellem Danmark og Tyskland er for eksempel markeret med 280 (ekskl. mellemsten og indirekte) nummererede grænsesten og -pæle tværs over Slesvig, med nr. 1 ved Skomagerhus og nr. 280 på Det Fremskudte Dige i Vadehavet.
Øverst på hver grænsesten viser en linje indhugget i granitten mod næste sten. Mod nord er der på stenene indhugget et D for Danmark og mod syd DRP for Deutsches Reich Preussen.